# Dendropicos goertae
Dendropicos goertae là một loài chim trong họ Picidae.